# グラント夫妻
ピーター・レイモンド・グラント（Peter Raymond Grant、1936年10月26日 - ）とバーバラ・ローズマリー・グラント（Barbara Rosemary Grant、1936年10月8日 - ）夫妻はイギリス人のプリンストン大学の進化生物学者である。彼らは共にガラパゴス諸島の大ダフネ島でのダーウィンフィンチ類に関する研究を行っている。彼らは共同研究者や学生と共に、1973年から毎年6ヶ月間ダフネ島に滞在し、捕まえたフィンチにタグを付け、血液サンプルを採取し開放するという手法で研究を続けている。
グラント夫妻が2005年に個体群生物学分野でバルザン賞を受賞したとき、国際バルザン賞財団は次のように述べている。「ピーター・グラントとローズマリー・グラントはガラパゴスフィンチで起きている進化を長期にわたる特筆すべき研究で示したことで知られている。彼らは嘴と体のサイズの食糧の変化に対する反応が、どのようにして自然選択で引き起こされるかを明示した。彼らはまた、自然の個体群の中で新種の形成がどのようにしておき、遺伝的多様性がどのようにして維持されるのかも説明した。グラント夫妻の研究は、個体群生物学、進化生物学、生態学に大きな影響を与えた。」
この研究は1994年に科学ジャーナリストのジョナサン・ワイナーによって『フィンチの嘴』として刊行され（邦訳は2001）、1995年のピューリッツァー賞ノンフィクション部門を受賞した。

## 受賞歴他
- 1987年：夫ピーターが王立協会会員に選出される。
- 2002年：王立協会から二人に対してダーウィンメダルが贈られた。
- 2005年：二人に対してバルザン賞が贈られた。
- 2007年：妻ローズマリーが王立協会会員に選出される。
- 2008年：ロンドン・リンネ学会から二人に対してダーウィン＝ウォレス・メダルが贈られた。
- 2009年：二人は「環境変化に応じた自然淘汰による急速な進化の実証」の功績に対して京都賞基礎科学部門の受賞者に選ばれた。
- 2017年：王立協会から二人に対してロイヤル・メダルが贈られた。